# Cadillac SRX
Der Cadillac SRX ist ein Pkw-Modell der US-amerikanischen General-Motors-Division Cadillac, das für die gehobenen Fahrzeugklassen produziert und von 2003 bis 2016 als mittelgroßes Sport Utility Vehicle unterhalb des Cadillac Escalade vermarktet wurde.
Seit April 2016 ist der Nachfolger Cadillac XT5 in den USA auf dem Markt.

## SRX (2003–2009)
Zwei Jahre vor der Vorstellung des SRX wurde mit dem Konzeptfahrzeug Cadillac Vizon auf der NAIAS 2001 ein Fahrzeug von Cadillac mit ähnlichem Aussehen wie der SRX der ersten Generation vorgestellt. Formal zur NAIAS des Jahres 2003 wurde die Serienversion als SRX vorgestellt und war in den USA ab Herbst 2003 erhältlich. GM baute das Fahrzeug auf die Sigma-Plattform auf. Anfangs war nur der V8-Motor lieferbar, Varianten mit dem V6-Motor waren später erhältlich.

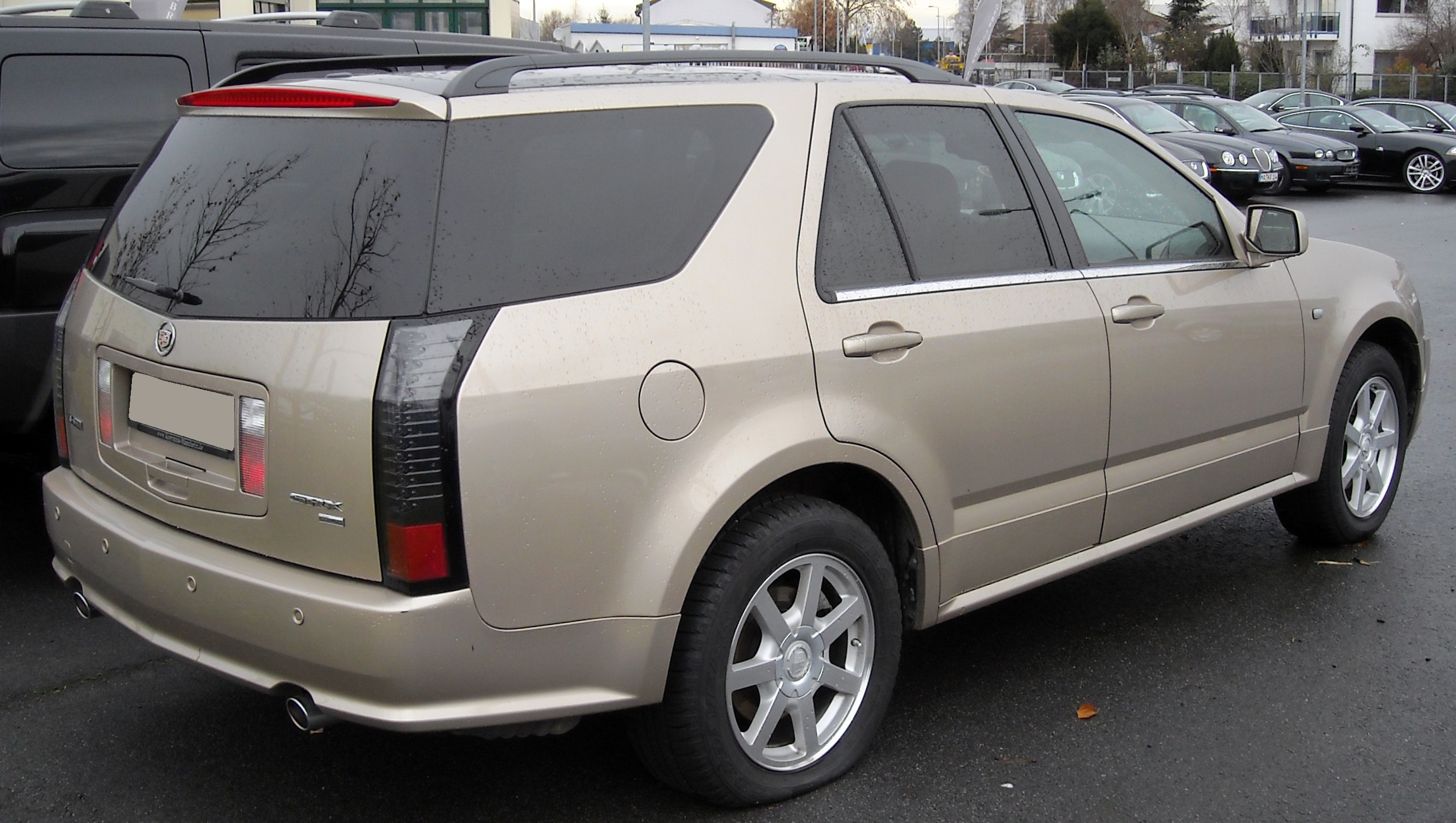
Heckansicht

| Modell       | Motorart    | Motorbauart | Ventilanzahl | Ventilsteuerung | Hubraum  | max. Leistung                  | max. Drehmoment       | Getriebe                   | Kraftstoffverbrauch | Beschleunigung, 0–100 km/h | Höchstgeschwindigkeit vmax |
| ------------ | ----------- | ----------- | ------------ | --------------- | -------- | ------------------------------ | --------------------- | -------------------------- | ------------------- | -------------------------- | -------------------------- |
| Ottomotoren  |             |             |              |                 |          |                                |                       |                            |                     |                            |                            |
| 3.6 V6 (AWD) | Ottomotoren | V6          | 24           | DOHC            | 3564 cm³ | 190 kW (258 PS) bei 6500 min−1 | 339 Nm bei 2800 min−1 | 5-Stufen-Automatikgetriebe | 14,7 l/100 km Super | 8,1 s                      | 201 km/h                   |
| 4.6 V8 AWD   | Ottomotoren | V8          | 32           | DOHC            | 4565 cm³ | 239 kW (325 PS) bei 6500 min−1 | 427 Nm bei 4400 min−1 | 5-Stufen-Automatikgetriebe | 14,0 l/100 km Super | 7,6 s                      | 225 km/h                   |

## SRX (2009–2016)
Für die Ende 2009 eingeführte, auf dem Pebble Beach Concours d’Elegance 2008 in einem Sneak Preview gezeigte, auf der NAIAS 2009 formal erstmals präsentierte zweite Generation des SRX wählte man das Design der auf der NAIAS 2008 gezeigten Konzeptstudie Provoq. Das Fahrzeug wurde von GM auf der Theta-Premium-Plattform aufgebaut.
Einen V8-Motor gab es für die zweite Generation nicht mehr. Der Neupreis lag in den USA bei etwa 34.155 US-Dollar.
Nach zwei Jahren (nach Ende des Modelljahrs 2011) wurde der 2,8-l-Turbomotor aufgrund fehlender Nachfrage (Anteil an den Verkäufen in der Modellreihe während des ersten Verkaufsjahres in den USA: 10 %) eingestellt.
Seit April 2016 wird der Nachfolger, der Cadillac XT5, in den USA angeboten.
| Modell                             | 2.8 T V6                   | 3.0 V6                     | 3.6 V6                     | 3.6 V6                     |
| ---------------------------------- | -------------------------- | -------------------------- | -------------------------- | -------------------------- |
| Markt                              |                            |                            | EU                         | USA                        |
| Motorbauart                        | V6                         | V6                         | V6                         | V6                         |
| Hubraum, cm³                       | 2792                       | 2997                       | 3564                       | 3564                       |
| max. Leistung, kW (PS) bei min−1   | 220 (300) bei 5500         | 199 (270) bei 7000         | 234 (318) bei 6800         | 230 (311) bei 6800         |
| max. Drehmoment, Nm bei min−1      | 400 bei 2000               | 302 bei 5100               | 360 bei 2400               | 359 bei 2000               |
| Höchstgeschwindigkeit, km/h        | 225                        | 210                        | 220                        | 215                        |
| Beschleunigung, 0–100 km/h         | 8,0 s                      | 8,4 s                      | 8,1 s                      | 7,5 s                      |
| Getriebe, serienmäßig              | 6-Stufen-Automatikgetriebe | 6-Stufen-Automatikgetriebe | 6-Stufen-Automatikgetriebe | 6-Stufen-Automatikgetriebe |
| Kohlenstoffdioxid-Emissionen, g/km | 270                        | 260                        | 252                        | 252                        |

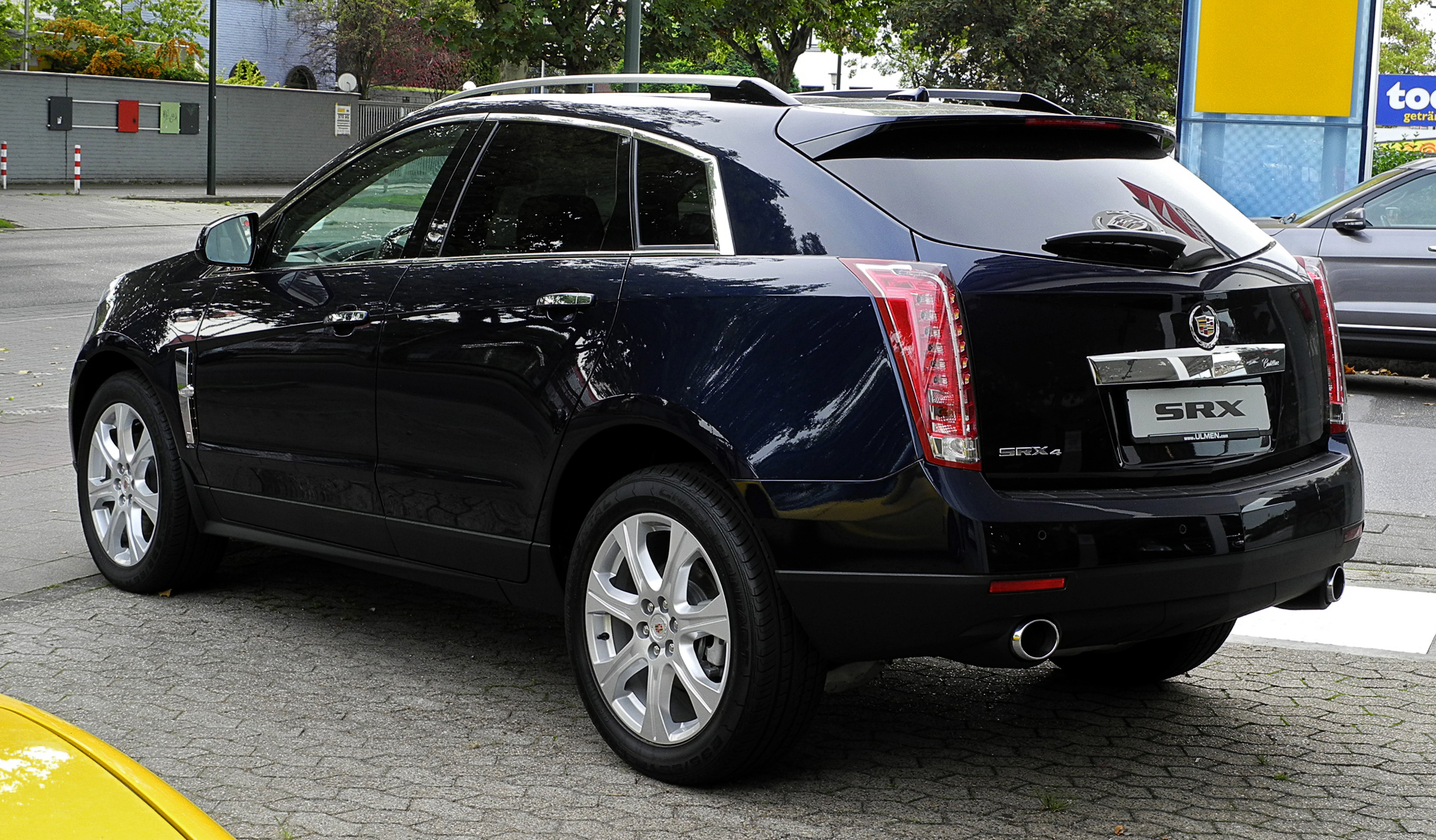
Heckansicht

| Tankinhalt, l                      | 79                         | 79                         | 79                         | 79                         |